# 筒花芒毛苣苔
筒花芒毛苣苔（学名：Aeschynanthus tubulosus），为苦苣苔科芒毛苣苔属下的一个植物变种。
其种加词“tubulosus”意为“管状的”、“筒状的”。

## 变种
- Aeschynanthus tubulosus var. angustilobus J.Anthony